# Світязь (спортивний клуб)
Львівський Клуб Спортовий «Світязь» (Світезь, пол. Lwowski Klub Sportowy Świteź) — польський спортивний клуб, що діяв у Львові в 1922—1939 роках. У клубі культивували, зокрема бокс, футбол, пінґ-понґ (настільний теніс) і шахи. Грище «Світязя» знаходилося біля Замарстинівської рогачки.
«Світязь» у 1930-х роках став одним із найвідоміших спортивних товариств міста завдяки доброму фінансуванню та інфраструктурі — клуб мав власний стадіон на розі вулиць Річної та Мочарової (Річна — сучасна Липинського, а Мочарової зараз не існує; стадіон знаходився на розі сучасних вулиць Липинського та Миколайчука).
Спортивна зала клубу функціонувала на вулиці Вибрановського (сучасна вул. Тесленка).

## Футбол

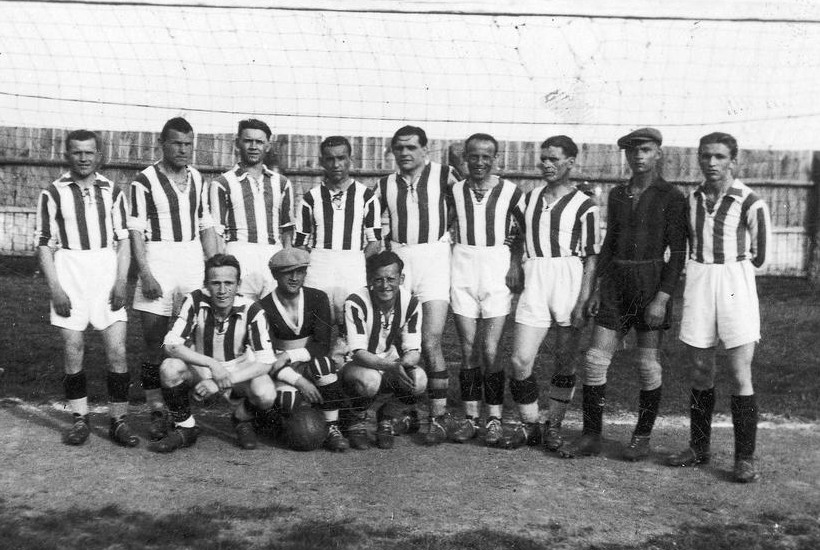
Футбольна команда «Світязя» (1934)

У 1930—1934 роках «Світязь» виступав у найвищому класі (класі «А») чемпіонату Львівського окружного футбольного союзу. Найбільші досягнення — 4-е місце в сезоні 1932 і 6-е місце в сезоні 1933 (команди на 3-6 місцях набрали порівну очок, але «Світязь» мав найгіршу різницю м'ячів).
У львівській команді починав кар'єру захисник Якуб Смуґ, що згодом виступав за «Поґонь» (Стрий), «Полонію» (Битом) та «Лехію» (Ґданськ).
На честь «Світязя» названий футбольний клуб «Світезь» (Вйонзув), що виступає в нижчих лігах Нижньосілезького воєводства. Колектив створив 1948 року виходець зі Львова Леопольд Бенрот.

## Шахи
Одним із шахістів клубу був Тадеуш Ільницький (пол. Tadeusz Ilnicki; 19 березня 1908 — ?).
Сильний гравець шахової секції Академічного кола львів'ян і Військового шахового клубу у Львові в 1927—1931 роках, а 1932—1935 — шахової секції львівського спортового клубу «Світязь» (Świteź). Багаторазовий переможець львівських академічних, юніорських і клубних змагань. Після Другої світової війни мешкав у Кракові і там продовжував виступати в клубних турнірах, а також у кореспонденційних національних і міжнародних турнірах.